# شهرستان تاشلینسکی
شهرستان تاشلینسکی (به لاتین: Tashlinsky District) یک شهرستان در روسیه است که در استان اورنبورگ واقع شده‌است.